# Rue Lagarde
La rue Lagarde est une voie située dans le quartier du Val-de-Grâce dans le 5e arrondissement de Paris.

## Situation et accès
La rue Lagarde est desservie par la ligne 7 à la station Censier - Daubenton.

## Origine du nom
Cette voie tient son nom d'un propriétaire local.

## Historique
La rue est ouverte sous sa dénomination actuelle en 1903 lors de la restructuration de cet îlot du bas de la montagne Sainte-Geneviève.

## Bâtiments remarquables et lieux de mémoires
- La rue débouche sur l'ESPCI.
- La rue est l'unique accès au square Lagarde.